# 平宗盛
平宗盛（日语：／ Taira no Munemori，1147年—1185年7月19日），日本平安時代後期的武將。太政大臣平清盛的三子及平氏政權的畿内惣官。最高官位為內大臣（從一位），因其所領導的平氏一族後來敗退到屋島，一般稱之為「屋島大臣」。後來在源平合戰（史稱治承·壽永之亂）中的壇之浦之戰戰敗後被源賴朝下令斬首。

## 生涯
平宗盛是平清盛的第三個兒子，母親是平清盛的正室平時子。
由於平清盛的嫡長子平重盛在治承三年（1179年）即已過世，養和元年（1181年）平清盛病逝後，平氏一族的領導人就由平宗盛來接班。然而平宗盛非但不具備乃父及乃兄的政治手腕，同時還是個個性善良的凡夫俗子。因而平清盛一死，平氏一族立刻陷於不安的狀態。
不過根據平家物語的描寫，平宗盛並非天性善良的人物，而是具有愚蠢且傲慢的性格。他的狂妄自大也引起其他氏族的反感。當治承·壽永之亂正如火如荼地展開時，舉兵的源賴朝還曾經在給其弟源範賴的書信中提到平宗盛是個非常膽小的人。
平宗盛接掌平家後，在壽永元年（1181年）晉升為畿内惣官、權大納言、內大臣。不過隔年源義仲（木曾義仲）的兵馬就殺進越中國並且大破平家軍。逼得平宗盛不得不帶著安德天皇一起離開京都逃往西日本。
之後平家軍又在攝津國的一之谷之戰敗給由源賴朝之弟源義經所統率的源氏軍，於是退據讚岐國的屋島。此時後白河法皇向平家提出願以被源氏軍所捕的平重衡（平宗盛的五弟）作為人質，交換平家及安德天皇所持有的三神器，但為平宗盛所拒絕。
隨後平家軍又在屋島敗給源義經，然後在文治元年（1185年）的最終決戰——壇之浦之戰中再度大敗於源義經所率的源氏軍隊。平家領袖平宗盛在窮途末路之下不得不跳海自殺，不過卻和長子平清宗一同被救起（另有一說是平宗盛自己投降源氏軍），然後被送往源賴朝所在的鎌倉。
在鎌倉與源賴朝會面後，平宗盛又被送返京都，然後在半途中的近江國篠原宿被源義經的部下橘公長斬首，享年39歲。他的四個兒子（平清宗及平能宗，其他兩個姓名未載）也被一一處死。平宗盛的後代也就此斷絕。
| 王位覬覦者                         | 王位覬覦者                                                          | 王位覬覦者                         |
| ---------------------------------- | ------------------------------------------------------------------- | ---------------------------------- |
| 前任： 平重盛                      | 伊勢平氏當主 1179年9月2日 －1185年3月24日                           | 無 原因：伊勢平氏滅亡              |
| 官衔                               |                                                                     |                                    |
| 空缺上一位持有相同頭銜者：近衛基通 | 內大臣 1182年10月31日－1183年3月22日                                | 繼任： 德大寺實定                  |
| 军职                               |                                                                     |                                    |
| 前任： 平重盛                      | 右近衛大將 1177年2月24日－1178年8月24日 1179年1月11日－1179年4月6日 | 空缺下一位持有相同頭銜者：自己     |
| 空缺上一位持有相同頭銜者：自己     | 右近衛大將 1177年2月24日－1178年8月24日 1179年1月11日－1179年4月6日 | 空缺下一位持有相同頭銜者：九條良通 |